# Nekrolog 3. Quartal 1906
Nekrolog
◄◄
| ◄
| 1902
| 1903
| 1904
| 1905
| 1906 | 1907 | 1908 | 1909 | 1910 | ► | ►►
1. Quartal |
2. Quartal |
3. Quartal |
4. Quartal 1906
Weitere Ereignisse | Allgemeiner Nekrolog 1906
Die Beschreibung der verstorbenen Person sollte so kurz wie möglich gehalten sein und nur deren signifikante Tätigkeit(en) enthalten.
Neue Namen ggf. auch unter dem Geburts- und Sterbedatum, also etwa unter 1. Januar und im Geburts- und Sterbejahr (2024) eintragen (nur bei entsprechender großer Wichtigkeit). Für Beispiele siehe die schon vorhandenen Artikel.
Außerdem über die fünf zuletzt Verstorbenen, zu denen es einen ausreichend guten Artikel für eine Präsentation auf der Hauptseite gibt, nach der todesbedingten Überarbeitung der Artikel ggf. auch unter Wikipedia Diskussion:Hauptseite informieren und sie am besten auch in den anderen Wikipedia-Sprachversionen eintragen. Tipp: Regelmäßig bei news.google.de nach „ist tot“, „gestorben“ oder „verstorben“ suchen.
Wenn eine Person gestorben ist, gibt es viele Seiten zu dieser Person in der Wikipedia, die davon auch betroffen sind und entsprechend aktualisiert werden müssen. Beispiele: Namenübersichtsseite, Geburtsjahr, Geburtsort-Seiten und viele mehr.
Wie finde ich die betroffenen Seiten?
Im Suchfeld auf der linken Seite gibt man den Suchbegriff so ein: „Vorname Nachname“. Dann klickt man auf Volltext und alle Seiten mit entsprechendem Suchtext werden aufgerufen. Hier sieht man dann schnell, wo auch das Todesjahr Sinn macht oder sogar ein Teil des Artikels angepasst werden muss. Auch hilft das „Werkzeug“ auf der linken Seite sehr gut, um solche Seiten aufzufinden: „Links auf diese Seite“. Somit ist die Wikipedia wieder aktuell in allen Bereichen! Hinweis: bei Eintragung der Kategorie „Gestorben JAHR“ wird der Missbrauchsfilter 49 ausgelöst, was jedoch nicht schlimm ist. Siehe: Spezial:Missbrauchsfilter/49
Dies ist eine Liste von im dritten Quartal 1906 verstorbenen bekannten Persönlichkeiten. Die Einträge erfolgen innerhalb der einzelnen Daten alphabetisch sortiert. Tiere sind im Nekrolog für Tiere zu finden.

## Juli
| Tag      | Name                                      | Beruf, bekannt als                                                                                          | Alter | Beleg |
| -------- | ----------------------------------------- | --- | ----- | ----- |
| 1. Juli  | Manuel García junior                      | spanischer Opernsänger (Bariton) und Musikpädagoge                                                          | 101   |       |
| 1. Juli  | George Grenfell                           | englischer Missionar und Afrikaforscher                                                                     | 56    |       |
| 1. Juli  | Oskar Seyffert                            | deutscher Klassischer Philologe und Gymnasiallehrer                                                         | 65    |       |
| 2. Juli  | Karl Behrens                              | deutscher Bergbau-Ingenieur und -Manager                                                                    | 52    |       |
| 2. Juli  | Otto Gaebel                               | deutscher Verwaltungsjurist                                                                                 | 68    |       |
| 2. Juli  | Paul Jaeckel                              | deutscher Reichsgerichtsrat                                                                                 | 60    |       |
| 3. Juli  | Franz Xaver Gaul                          | österreichischer Maler und Kostümbildner                                                                    | 68    |       |
| 4. Juli  | John T. Deweese                           | US-amerikanischer Politiker                                                                                 | 71    |       |
| 5. Juli  | Jules Breton                              | französischer Maler                                                                                         | 79    |       |
| 5. Juli  | Paul Drude                                | deutscher Physiker                                                                                          | 42    |       |
| 5. Juli  | Johann Kofler                             | österreichischer Politiker, Bürgermeister von Sterzing                                                      | 67    |       |
| 5. Juli  | Joan Martorell                            | spanischer Architekt des katalanischen Modernismus und des Historismus                                      |       |       |
| 5. Juli  | Jacob Meckel                              | preußischer Generalmajor, Militärberater der japanischen Armee                                              | 64    |       |
| 5. Juli  | Anton Schrödl                             | österreichischer Maler                                                                                      | 86    |       |
| 5. Juli  | Alfred Vincent                            | Schweizer Mediziner und Politiker                                                                           | 56    |       |
| 6. Juli  | Erich Haenel von Cronenthal               | deutscher Verwaltungsbeamter                                                                                | 50    |       |
| 6. Juli  | Giacun Hasper Muoth                       | Schweizer Lehrer und Dichter                                                                                | 61    |       |
| 8. Juli  | John Witcher                              | US-amerikanischer Politiker                                                                                 | 66    |       |
| 9. Juli  | Henry Cullen Adams                        | US-amerikanischer Politiker                                                                                 | 55    |       |
| 9. Juli  | Georg von Kees                            | österreichischer General                                                                                    | 83    |       |
| 9. Juli  | Alfred Stelzner                           | deutscher Instrumentenbauer und Komponist                                                                   | 53    |       |
| 10. Juli | Johanna Brandstetter                      | deutsche Mäzenatin                                                                                          | 57    |       |
| 10. Juli | Adalbert von Taysen                       | preußischer Offizier, zuletzt Generalleutnant sowie Militärhistoriker                                       | 74    |       |
| 11. Juli | Heinrich Gelzer                           | deutscher Altphilologe, Historiker und Byzantinist, Professor für Klassische Philologie und Alte Geschichte | 59    |       |
| 11. Juli | Tomás Regalado                            | Präsident von El Salvador                                                                                   | 44    |       |
| 12. Juli | Marie Erhard                              | österreichische Opernsängerin (Sopran) und sächsische Kammersängerin                                        |       |       |
| 12. Juli | Friedrich von Papen                       | deutscher Adeliger, Großgrundbesitzer, Offizier und Kommunalpolitiker                                       | 66    |       |
| 13. Juli | Ludwig Enders                             | deutscher evangelischer Pfarrer und Theologe                                                                | 72    |       |
| 13. Juli | Josefine Kratz                            | österreichische Opernsängerin (Sopran)                                                                      | 30    |       |
| 13. Juli | Henry S. Neal                             | US-amerikanischer Politiker                                                                                 | 77    |       |
| 13. Juli | Karl Sattler                              | deutscher Archivar und Politiker (NLP), MdR                                                                 | 56    |       |
| 14. Juli | Karl Grünberg                             | deutscher Unternehmer und Politiker (SPD), MdR, MdL (Königreich Sachsen)                                    | 58    |       |
| 14. Juli | Heinrich von Nathusius                    | deutscher Historiker und Archivar                                                                           | 55    |       |
| 14. Juli | Joseph von Weber                          | österreichischer Feldzeugmeister                                                                            | 92    |       |
| 15. Juli | Emil Dittmar                              | hessischer Finanzminister                                                                                   | 64    |       |
| 15. Juli | Franz von Felbinger                       | österreichischer Techniker, Industrieller und Maler                                                         | 62    |       |
| 15. Juli | William Painter                           | US-amerikanischer Erfinder                                                                                  | 67    |       |
| 15. Juli | Georg von Schlieben                       | sächsischer General, Militärbevollmächtigter in Berlin und Bevollmächtigter zum Bundesrat                   | 62    |       |
| 16. Juli | Alfred Beit                               | britisch-südafrikanischer Gold und Diamantenmagnat, Mäzen                                                   | 53    |       |
| 16. Juli | Julie Eichberg                            | Sängerin | 59    |       |
| 16. Juli | Franz Reich                               | deutscher Jurist, Rittergutsbesitzer und Parlamentarier                                                     | 80    |       |
| 16. Juli | Johann Theodor Schmiedel                  | deutscher Amtshauptmann und Politiker, MdR                                                                  | 75    |       |
| 17. Juli | John William De Forest                    | amerikanischer Schriftsteller                                                                               | 80    |       |
| 17. Juli | Günther von Le Suire                      | bayerischer Generalmajor und Kammerherr                                                                     | 59    |       |
| 17. Juli | Carlos Pellegrini                         | Politiker, Präsident von Argentinien                                                                        | 59    |       |
| 17. Juli | Georg Wilhelm Rauchenecker                | deutscher Komponist, Musikdirektor und Geiger                                                               | 62    |       |
| 17. Juli | Nina Rodrigues                            | brasilianischer Gerichtsmediziner, Psychiater und Anthropologe                                              | 43    |       |
| 18. Juli | Gustav Bartsch                            | deutscher Illustrator sowie Bildnis- und Genremaler                                                         | 85    |       |
| 18. Juli | Mary Curzon, Baroness Curzon of Kedleston | Vizekönigin von Indien                                                                                      | 36    |       |
| 18. Juli | Anton Leo Hickmann                        | österreichischer Geograph und Statistiker                                                                   | 72    |       |
| 19. Juli | Walter Buller                             | neuseeländischer Anwalt und Ornithologe                                                                     | 67    |       |
| 19. Juli | Johann Jakob Nater                        | Schweizer Komponist, Organist und Dirigent                                                                  | 79    |       |
| 19. Juli | Albert Voß                                | deutscher Prähistoriker                                                                                     | 69    |       |
| 20. Juli | Adalbert Endert                           | Bischof von Fulda                                                                                           | 55    |       |
| 20. Juli | Wilhelm von Waldburg-Zeil                 | deutscher Politiker, MdR                                                                                    | 70    |       |
| 22. Juli | Jens Jessen                               | deutsch-dänischer Redakteur und Politiker, MdR                                                              | 52    |       |
| 22. Juli | Alfred von Lewinski                       | preußischer Offizier, zuletzt General der Infanterie                                                        | 75    |       |
| 22. Juli | Friedrich Nikolai Russow                  | estnischer Museologe, Journalist, Publizist, Dichter und Künstler                                           | 78    |       |
| 22. Juli | Russell Sage                              | US-amerikanischer Unternehmer und Politiker                                                                 | 89    |       |
| 22. Juli | Hans August Zierngibl                     | deutscher Porträt- und Genremaler                                                                           | 42    |       |
| 23. Juli | Paul Brouardel                            | französischer Rechtsmediziner und Hochschullehrer                                                           | 69    |       |
| 23. Juli | Kodama Gentarō                            | japanischer General und Politiker                                                                           | 54    |       |
| 24. Juli | Hermann Traugott Fritzsche                | deutscher Kaufmann                                                                                          | 62    |       |
| 24. Juli | Ferdinand von Saar                        | österreichischer Schriftsteller, Dramatiker und Lyriker                                                     | 72    |       |
| 24. Juli | Heinrich Struckmann                       | deutscher Zigarrensortierer und Politiker (SPD)                                                             | 36    |       |
| 25. Juli | Hermann von der Goltz                     | deutscher evangelischer Theologe                                                                            | 71    |       |
| 25. Juli | Ernst Grahn                               | deutscher Maschinenbauingenieur, Wasserwirtschaftler                                                        | 70    |       |
| 26. Juli | Leopold Bode                              | deutscher Landschafts-, Porträt- und Genremaler                                                             | 75    |       |
| 26. Juli | Henry Clay Brockmeyer                     | deutsch-amerikanischer Philosoph und Politiker                                                              | 79    |       |
| 26. Juli | James A. Louttit                          | US-amerikanischer Politiker                                                                                 | 57    |       |
| 28. Juli | Ferdinand von Zieglauer                   | österreichischer Historiker und Hochschullehrer in Hermannstadt und Czernowitz                              | 77    |       |
| 29. Juli | Alexandre Luigini                         | französischer Violinist und Komponist                                                                       | 56    |       |
| 30. Juli | Franz von Lipperheide                     | deutscher Verleger                                                                                          | 68    |       |
| 30. Juli | Wilhelm Seelig                            | deutscher Staatswissenschaftler und Politiker (DFP), MdR                                                    | 85    |       |
| 31. Juli | Paul Hassel                               | deutscher Archivar                                                                                          | 68    |       |
| 31. Juli | Ferdinand von Wright                      | finnischer Maler                                                                                            | 84    |       |

## August
| Tag        | Name                                     | Beruf, bekannt als                                                                          | Alter | Beleg |
| ---------- | ---------------------------------------- | ------------------------------------------------------------------------------------------- | ----- | ----- |
| 1. August  | Karl Brunke                              | deutscher Mädchenmörder                                                                     | 19    |       |
| 1. August  | Felix Dreyschock                         | deutscher Pianist, Komponist und Musiklehrer                                                | 45    |       |
| 1. August  | Richard Moest                            | deutscher Bildhauer, Restaurator und Kunstsammler der Neugotik                              | 65    |       |
| 1. August  | Edmond Rousse                            | französischer Rechtsanwalt                                                                  | 89    |       |
| 1. August  | Edward Uhl                               | amerikanischer Zeitungsverleger                                                             |       |       |
| 2. August  | Egbert Wilhelm von Hochstetter           | österreichischer Bergingenieur                                                              | 38    |       |
| 2. August  | Alwin Ruffini                            | deutscher Sänger                                                                            | 54    |       |
| 3. August  | Edmund von Wörndle                       | österreichischer Landschaftsmaler                                                           | 79    |       |
| 4. August  | José de Camargo Barros                   | brasilianischer Geistlicher, römisch-katholischer Bischof von São Paulo                     | 48    |       |
| 4. August  | Bonifaz Natter                           | deutscher Benediktinermönch und Abt                                                         | 40    |       |
| 4. August  | Oscar Pfeiffer                           | österreichisch-argentinischer Pianist und Komponist                                         | 81    |       |
| 4. August  | Joseph Tilly                             | belgischer Mathematiker und Militär                                                         | 68    |       |
| 6. August  | Antoni Agramont i Quintana               | katalanischer Flügelhornist, Cobla-Dirigent und Sardana-Komponist                           | ≈55   |       |
| 6. August  | Mathilde von Bayern                      | Prinzessin von Bayern                                                                       | 28    |       |
| 6. August  | Caroline Amalie Meldahl                  | dänische Malerin                                                                            | 67    |       |
| 6. August  | Friedrich Boehm                          | deutscher Kommunalpolitiker                                                                 | 72    |       |
| 6. August  | Heinrich Jenke                           | deutscher Theaterschauspieler, -regisseur, Komiker und Intendant                            | 82    |       |
| 6. August  | Franz Pönninger                          | österreichischer Bildhauer, Medailleur                                                      | 73    |       |
| 6. August  | Karl Wassmannsdorff                      | deutscher Sporthistoriker                                                                   | 85    |       |
| 6. August  | George Marsden Waterhouse                | Premierminister von South Australia und Neuseeland                                          | 82    |       |
| 9. August  | Philipp Barthels                         | deutscher Kaufmann und Textilfabrikant                                                      | 67    |       |
| 9. August  | Eduard Grundschöttel                     | deutscher Jurist im Kirchendienst und Konsistorialpräsident                                 | 68    |       |
| 10. August | Isaac Heymann                            | niederländischer Chasan                                                                     | 77    |       |
| 11. August | Philipp von Arenberg                     | deutscher Hochadeliger und Domherr                                                          | 58    |       |
| 12. August | Samuel Lewis Penfield                    | US-amerikanischer Mineraloge und Chemiker                                                   | 50    |       |
| 13. August | John Oliver Hobbes                       | US-amerikanisch-britische Schriftstellerin und Dramaturgin                                  | 38    |       |
| 13. August | Emil von Riedel                          | bayerischer Jurist und Politiker                                                            | 74    |       |
| 14. August | George Bragg Fielder                     | US-amerikanischer Politiker                                                                 | 64    |       |
| 14. August | Friederike Goßmann                       | deutsche Schauspielerin                                                                     | 68    |       |
| 14. August | Theodor Piening                          | niederdeutscher Autor                                                                       | 75    |       |
| 15. August | Rudolf von Bandemer                      | deutscher Gutsbesitzer und Politiker                                                        | 77    |       |
| 15. August | Eugene Schieffelin                       | amerikanischer Arzneimittelhersteller und Vorsitzender der American Acclimatization Society | 79    |       |
| 16. August | Rebecca Sophia Clarke                    | US-amerikanische Schriftstellerin                                                           | 73    |       |
| 16. August | Ludwig Fay                               | deutscher Tiermaler                                                                         | 47    |       |
| 16. August | Max Landsberg                            | deutscher Bildhauer                                                                         | 56    |       |
| 16. August | Carl Lehnkering                          | deutscher Binnenschifffahrtsunternehmer                                                     | 55    |       |
| 16. August | Isidoro de María                         | uruguayischer Künstler                                                                      | 91    |       |
| 16. August | Ignatius von Senestrey                   | Bischof von Regensburg (1858–1906)                                                          | 88    |       |
| 16. August | Philipp Wagner                           | deutscher Mediziner                                                                         | 76    |       |
| 19. August | Ezequiel Moreno y Díaz                   | spanischer Ordensgeistlicher, Bischof und Heiliger                                          | 58    |       |
| 20. August | Henry von Burt                           | preußischer Offizier                                                                        | 65    |       |
| 20. August | Fernando Arturo de Meriño                | Staatspräsident der Dominikanischen Republik und Erzbischof von Santo Domingo               | 73    |       |
| 21. August | Eugen Felix                              | österreichischer Maler                                                                      | 70    |       |
| 21. August | Edmund von Krieghammer                   | österreichischer General der Kavallerie und Reichskriegsminister                            | 74    |       |
| 22. August | Carl Reinhertz                           | deutscher Geodät                                                                            | 47    |       |
| 23. August | Franz Xaver Pawlik                       | österreichischer Kunsthandwerker, Stempelschneider, Graveur und Medailleur                  | 41    |       |
| 23. August | Alfred von Rosenberg                     | preußischer Offizier und Hofbeamter                                                         | 72    |       |
| 24. August | Gustav von Blome                         | deutschstämmiger Diplomat in österreichischen Diensten und Politiker                        | 77    |       |
| 24. August | Wilhelm Perring                          | deutscher Landschaftsgärtner und Unternehmer                                                | 67    |       |
| 24. August | Bernhard von Puttkamer                   | deutscher Rittergutsbesitzer und Politiker, MdR                                             | 68    |       |
| 24. August | Alfred Stevens                           | belgischer Maler                                                                            | 83    |       |
| 25. August | Max Eyth                                 | deutscher Ingenieur und Schriftsteller                                                      | 70    |       |
| 25. August | Halbert S. Greenleaf                     | US-amerikanischer Politiker                                                                 | 79    |       |
| 25. August | Stevan Sremac                            | serbischer Schriftsteller                                                                   | 50    |       |
| 25. August | Hans Steyrer                             | bayerischer Metzger und Gastwirt                                                            |       |       |
| 26. August | Louis-Alphonse-Victor, 5. duc de Broglie | französischer Aristokrat                                                                    | 59    |       |
| 26. August | Learmonth White Dalrymple                | neuseeländische Pädagogin                                                                   |       |       |
| 26. August | Eugen Gura                               | österreichischer Opernsänger                                                                | 63    |       |
| 26. August | Harry Marshall Ward                      | britischer Botaniker                                                                        | 52    |       |
| 27. August | Josef Tietz                              | deutscher Theaterschauspieler                                                               | 76    |       |
| 28. August | Heinrich Haukohl                         | deutscher Handelsrichter                                                                    | 65    |       |
| 28. August | Ralph King-Milbanke, 2. Earl of Lovelace | britischer Adeliger und Mitglied des House of Lords                                         | 67    |       |
| 29. August | Emil Meischeider                         | deutscher Reichsgerichtsrat                                                                 | 77    |       |
| 29. August | Theodor Mooren                           | deutscher Politiker (Zentrum), Bürgermeister, MdR                                           | 73    |       |
| 29. August | Corneille Antoine Jean Abraham Oudemans  | niederländischer Botaniker                                                                  | 80    |       |
| 30. August | Hans Wilhelm Auer                        | Schweizer Architekt                                                                         | 59    |       |
| 30. August | Eugenio Gignous                          | italienischer Maler des Impressionismus                                                     | 56    |       |
| 31. August | Isidor Neumann                           | österreichischer Dermatologe und Syphilidologe                                              | 74    |       |
|            | Napoléon Alkan                           | französischer Komponist und Musikpädagoge                                                   | 80    |       |

## September
| Tag           | Name                                    | Beruf, bekannt als                                                                                    | Alter | Beleg |
| ------------- | --------------------------------------- | --- | ----- | ----- |
| 1. September  | Giuseppe Giacosa                        | italienischer Dichter, Schauspieler und Librettist                                                    | 58    |       |
| 1. September  | Hermann Oelrichs                        | US-amerikanischer Bankier, Multimillionär und Mitbesitzer des Norddeutschen Lloyd                     | 56    |       |
| 2. September  | Alexander Hamilton Coffroth             | US-amerikanischer Politiker                                                                           | 78    |       |
| 2. September  | Albert P. Forsythe                      | US-amerikanischer Politiker                                                                           | 76    |       |
| 3. September  | Wilhelm von Zastrow                     | preußischer Generalleutnant                                                                           | 73    |       |
| 4. September  | Maximilian Messmacher                   | deutsch-russischer Architekt                                                                          | 64    |       |
| 5. September  | Ludwig Boltzmann                        | österreichischer Physiker                                                                             | 62    |       |
| 5. September  | Kurd von Mosengeil                      | deutscher Physiker                                                                                    | 22    |       |
| 5. September  | Jakob Ulrich                            | Schweizer Romanist                                                                                    | 49    |       |
| 7. September  | Johann Nepomuk von Appel                | österreichischer General                                                                              | 79    |       |
| 7. September  | Friederike von Hohenzollern-Sigmaringen | deutsche Prinzessin                                                                                   | 86    |       |
| 7. September  | Johann Jakob Treichler                  | Schweizer Politiker (Sozialist)                                                                       | 83    |       |
| 8. September  | Endre Högyes                            | ungarischer Mediziner und Immunologe                                                                  | 58    |       |
| 8. September  | Wolfgang Kirchbach                      | deutscher Schriftsteller und Journalist                                                               | 48    |       |
| 9. September  | Richard Cramer                          | deutscher Bauingenieur                                                                                | 59    |       |
| 9. September  | Ludwig Fabini                           | österreichischer General (Feldzeugmeister)                                                            | 67    |       |
| 10. September | Anton Kochanowski von Stawczan          | österreichischer Politiker                                                                            | 88    |       |
| 10. September | Theodor Martin                          | deutscher Priester                                                                                    | 67    |       |
| 11. September | Carl de Ahna                            | deutscher Mediziner und Politiker, MdR                                                                | 58    |       |
| 11. September | Hermann Cohn                            | deutscher Mediziner und Ophthalmologe                                                                 | 68    |       |
| 12. September | Ernesto Cesàro                          | italienischer Mathematiker                                                                            | 47    |       |
| 13. September | Christian Christie                      | norwegischer Architekt                                                                                | 73    |       |
| 13. September | Elizabeth Blair Lee                     | US-amerikanische Zeitzeugin des Sezessionskriegs                                                      | 88    |       |
| 13. September | Viktor von Liebe                        | deutscher Reichsgerichtsrat                                                                           | 68    |       |
| 13. September | Albrecht von Preußen                    | preußischer Generalfeldmarschall und Regent des Herzogtums Braunschweig                               | 69    |       |
| 13. September | Paul Rinckleben                         | deutscher Bildhauer und Kupfertreiber                                                                 |       |       |
| 13. September | Paul Wolfskehl                          | deutscher Mathematiker                                                                                | 50    |       |
| 13. September | Ludwig Zimmermann                       | Propst und Märtyrer                                                                                   | 54    |       |
| 15. September | Conrad Dietert                          | deutscher Konteradmiral der Kaiserlichen Marine                                                       | 61    |       |
| 15. September | Eduard Julius Ludwig von Lewinski       | preußischer General der Artillerie                                                                    | 77    |       |
| 15. September | August Preuner                          | deutscher Klassischer Archäologe                                                                      | 74    |       |
| 16. September | Aaron T. Bliss                          | US-amerikanischer Politiker, Gouverneur von Michigan                                                  | 69    |       |
| 16. September | Heinrich Ludwig Euler                   | Orgelbauer                                                                                            | 69    |       |
| 16. September | Peter Schüttler                         | US-amerikanischer Unternehmer                                                                         | 64    |       |
| 18. September | Nathanail von Ohrid                     | bulgarischer Geistlicher, Metropolit von Ohrid, Lowetsch und Plowdiw der bulgarisch-orthodoxen Kirche | 85    |       |
| 18. September | Henry Augustus Smyth                    | britischer Offizier und Gouverneur von Malta                                                          | 80    |       |
| 19. September | Maria Georgina Grey                     | englisch-britische Frauenbildungsaktivistin und Schriftstellerin                                      | 90    |       |
| 19. September | Georg Häusel                            | Landtagsabgeordneter Großherzogtum Hessen                                                             | 55    |       |
| 20. September | August von Gerlach                      | deutscher Gutsbesitzer, königlich preußischer Landrat und Politiker, MdR                              | 76    |       |
| 20. September | Robert R. Hitt                          | US-amerikanischer Politiker                                                                           | 72    |       |
| 20. September | George G. Sumner                        | US-amerikanischer Politiker                                                                           | 65    |       |
| 21. September | Gustav Nimax                            | luxemburgischer Ingenieur und Unternehmer                                                             | 58    |       |
| 22. September | Jacob A. Ambler                         | US-amerikanischer Politiker                                                                           | 77    |       |
| 22. September | Eduard Bodemann                         | deutscher Bibliothekar und Vorläufer-Direktor der Gottfried-Wilhelm-Leibniz-Bibliothek                | 79    |       |
| 22. September | Oscar Levertin                          | schwedischer Schriftsteller                                                                           | 44    |       |
| 22. September | Julius Stockhausen                      | deutscher Sänger (Bariton), Gesangspädagoge und Dirigent                                              | 80    |       |
| 23. September | August Bondeson                         | schwedischer Schriftsteller, Volkskundler und Arzt                                                    | 52    |       |
| 23. September | Carl Daenzer                            | deutsch-amerikanischer Journalist und Publizist                                                       | 86    |       |
| 23. September | Sophie Offermans-van Hove               | niederländische Konzertsängerin                                                                       | 77    |       |
| 24. September | Heinrich Scharrer                       | deutscher Botaniker und Landschaftsarchitekt                                                          | 78    |       |
| 25. September | Hugo Hinze                              | deutscher Offizier und Politiker (DFP), MdR                                                           | 66    |       |
| 25. September | Tamai Kisaku                            | japanischer Abenteurer und Journalist                                                                 | 40    |       |
| 25. September | Lauritz Christian Lindhardt             | dänischer Zahnarzt                                                                                    | 64    |       |
| 26. September | Richard Henry Clarke                    | US-amerikanischer Rechtsanwalt und Politiker                                                          | 63    |       |
| 26. September | William Henry Denson                    | US-amerikanischer Jurist und Politiker                                                                | 60    |       |
| 27. September | Franz Haid                              | österreichischer Theaterschauspieler und -regisseur                                                   | 52    |       |
| 28. September | Karl Herzog von Croy                    | Herr der westfälischen Herrschaft Dülmen und Mitglied des Preußischen Herrenhauses                    | 47    |       |
| 29. September | Joseph Fränkel                          | deutscher Baumeister                                                                                  | 78    |       |
| 29. September | Adolf Herrmann                          | deutscher Fahrradverbands-Funktionär                                                                  |       |       |
| 29. September | Émile Le Camus                          | französischer römisch-katholischer Geistlicher, Theologe und Bischof von La Rochelle                  | 67    |       |
| 30. September | Josef Weinlechner                       | österreichischer Kinderchirurg                                                                        | 77    |       |